# Jun Takami
Pour les articles homonymes, voir Takami.
Jun Takami (高見 順, Takami Jun), né le 30 janvier 1907 et mort le 17 août 1965, est le nom de plume de Yoshio Takami, poète et romancier japonais de l'ère Shōwa.

## Jeunesse
Jun Takami naît dans la ville de Fukui, préfecture de Fukui, fils illégitime du gouverneur de la préfecture. Le célèbre écrivain Nagai Kafu est son demi-frère.

## Carrière littéraire
Jun Takami s'intéresse à la littérature dès son jeune âge, particulièrement attiré par l'humanisme exprimé par les écrivains du mouvement Shirakaba (« Blanc bouleau »). À son entrée à l'université impériale de Tokyo, il rejoint un groupe d'étudiants artistes de gauche et contribue à leur revue littéraire (Sayoku Geijutsu). Après ses études, il travaille pour Columbia Records, et poursuit ses activités d'écrivain marxiste.
En 1932, il est arrêté avec d'autres communistes et personnes suspectées d'être membres du parti communiste japonais dans le cadre des lois de préservation de la paix, et se trouve contraint de rétracter son idéologie de gauche pour obtenir sa sortie de prison. Un compte rendu autobiographique de son expérience paraît dans Kokyuy Wasureubeki (« Une vieille connaissance peut-elle être oubliée ? », 1935), qui - bien que considéré comme verbeux - est en lice pour le prix Akutagawa. L'apitoiement sur soi ironique relativement à la faiblesse qui a conduit à sa « conversion » et à sa confusion intellectuelle ultérieure sont des thèmes récurrents dans ses œuvres futures.
Il gagne une réputation populaire dans les années d'avant-guerre avec Ikanaru Hoshi no Moto ni (« Sous quelle étoile », 1939-1940), histoire dont l'action se déroule dans le quartier de divertissement Asakusa de Tokyo. 
Pendant et immédiatement après la Seconde guerre mondiale, il est directeur du « Bureau des enquêtes » de l'« Association patriotique de la littérature japonaise ». Après la guerre, il connaît des problèmes de santé, mais continue à écrire de la poésie de son lit de malade. 
En 1962, il prend part à la fondation du Musée de la littérature japonaise moderne. En 1964, son recueil de poésie Shi no Fuchi yori (« Du fond des abysses de la mort », 1964) remporte le prix Noma. La même année, il publie également Takami Jun Nikki, (« Le Journal de Jun Takami »), qui décrit ses expériences pendant la guerre et immédiatement après.
Jun Takami vit à Kamakura, préfecture de Kanagawa de 1943 jusqu'à sa mort d'un cancer de l'œsophage en 1965. Sa tombe se trouve au Tōkei-ji à Kamakura.

## Postérité
Le prix Jun Takami est créé en 1967 par l'Association pour la promotion de la littérature de Jun Takami (Takami juin Bungaku Shinko Kai) conformément à ses dernières volontés et à son testament. Une partie des redevances de Takami est mise de côté pour créer un fonds servant à doter un prix littéraire annuel décerné à l'auteur d'une collection remarquable de poésie, sur la base des recommandations de poètes, critiques et journalistes. Le lauréat reçoit une récompense de 500 000 yen.

## Œuvres
- Kokyū Wasure Ubeki (故旧忘れ得べき), récit
- Ikanaru Hoshi no Moto ni (如何なる星の下に), récit
- Jumoku-ha (樹木派), poèmes
- Takami Jun Nikki (高見順日記), journal
- Gekiryū (激流), roman
- Iya na Kanji (いやな感じ), roman
- Ōinaru Te no Kage (大いなる手の影), roman

### En français
- 1950 : Les Chaises du ciel, dans Anthologie de poésie japonaise contemporaine, poème traduit par Jeanne Sigée, Gallimard, 1986.
- 1960-1963 : Haut le cœur, roman traduit par Marc Mécréant, Le Calligraphe-Unesco, 1985 (réédition Philippe Picquier-Unesco, 2000) ; Picquier poche, 2006.

## Source de la traduction
- (en) Cet article est partiellement ou en totalité issu de l’article de Wikipédia en anglais intitulé « Jun Takami » (voir la liste des auteurs).